# グラウンド・ゴルフ

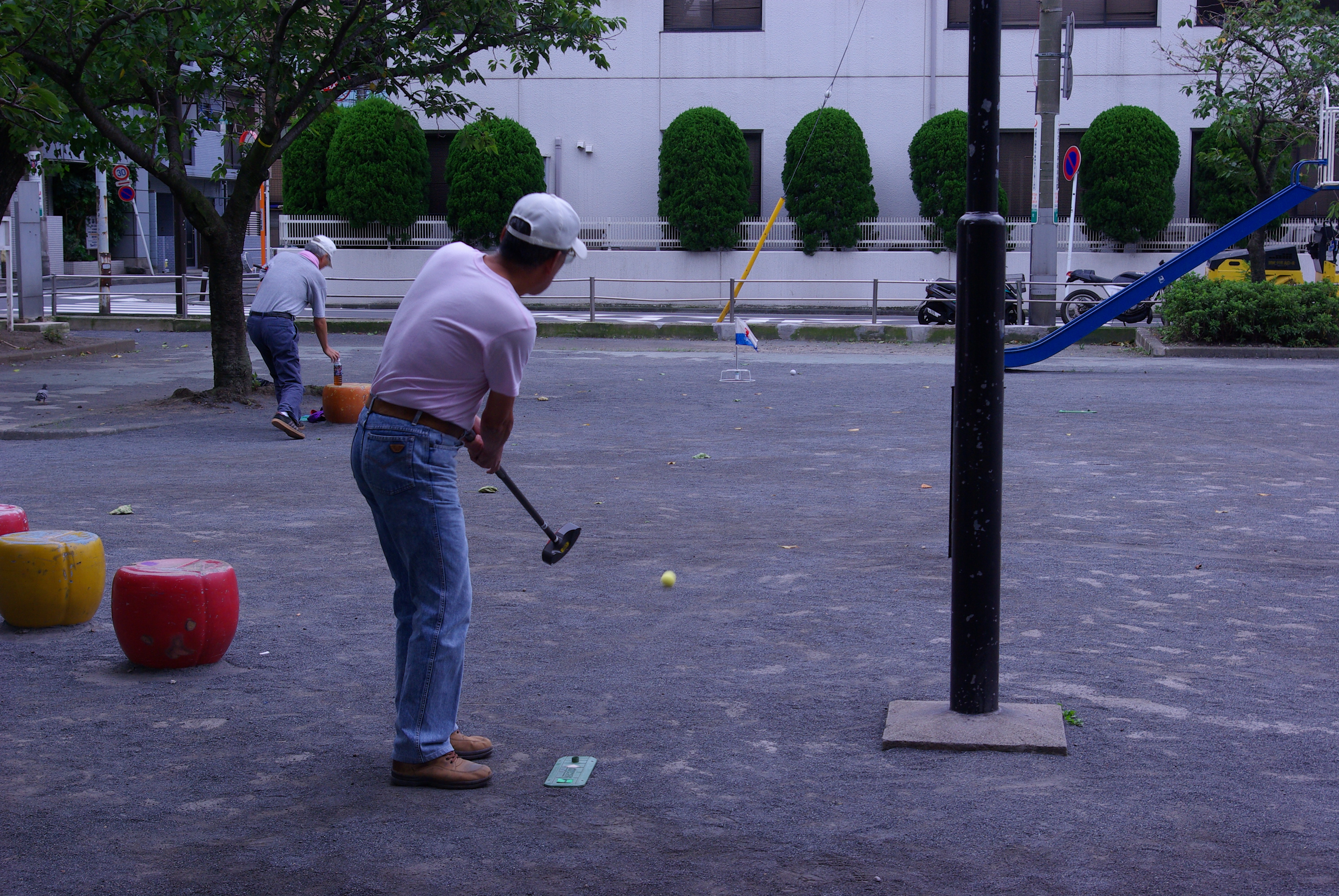
グラウンド・ゴルフのプレイ風景。1番スタートマットから1番ホールポストに向かってボールが打ち出されている。

グラウンド・ゴルフ（Ground Golf）は、日本で高齢者向けに考案されたスポーツで、ニュースポーツの一種。 
一般的なカタカナ語と同様に、グランドゴルフ、グラウンドゴルフなどと表記ゆれがあるが、本項では公益社団法人日本グラウンド・ゴルフ協会が定める通り「グラウンド・ゴルフ」と記述する。

## 概要
ゴルフと同様に、打数を競うスポーツである。必要とするプレイ時間は、標準的なコースで8ホール30分強、グラウンド・ゴルフ交流大会では、35チーム200人で8ホール回るのに、2時間30分と記録されている。
後述の「スタートマット」と「ホールポスト」で一般のグラウンドや広場などある程度整地された場所にコースを設置できる。器具は置くだけなので、競技後に撤去すれば完全に原状復帰が可能である。そのため、専用のコースが必要なゴルフよりも手軽に競技出来る利点がある。グラウンド・ゴルフ用に恒久設置されたコースもある。コースデザインも容易に変更できるため、競技レベルの変更やコースの慣れなどの対応も可能である。ゴルフでは会員権やコース利用料、必要な用具も多く費用が掛かるが、グラウンド・ゴルフはクラブ一本とボールだけで競技出来る。また、ロストボールも非常に少なくボール代も低く抑えられる。

## 歴史
1982年、鳥取県東伯郡泊村（現・湯梨浜町）教育委員会が生涯スポーツ活動推進事業の位置づけで考案したとされる。泊村では、当時の総人口3600人に対して、792人(22%)が60歳を超える実情に合わせ高齢者向けのスポーツおよびプログラム開発という難題を抱えていたが鳥取県内外の14名で構成された「泊村生涯スポーツ活動推進専門委員会」の設立により前進することになる。
同年7月に、第1回専門委員会を開催。たまたま大学生がグラウンドに描いた白線の輪を狙って、ゴルフクラブでボールを打っている様子をヒントに開発に着手することとなる。　同年10月には、方針、用具、ルールなどがほぼ完成し普及に向けて取り掛かることとなる。 
1983年、マスメディアでの全国報道を受けて、教育委員会、老人クラブ、企業などからの問い合わせが増える。　1984年7月27日、南部忠平を筆頭に、16名からなる日本グラウンド・ゴルフ協会が岸記念体育館会議室において、設立される。

## 用具およびコース
ゴルフの名を有しているように、必要とするものもゴルフと似ている。専用のクラブを使用し、専用のボールを打つ。
第1打を打つ場所にはゴルフのティーの役目に相当するゴム製のスタートマットを敷く。そして、ゴルフではカップと呼ばれる穴にボールを入れるのに対して、グラウンド・ゴルフではホールポストと呼ばれるカゴのようなポストにボールを入れる。なおボールがホールポストに入ること（ゴルフの「カップイン」に相当）は公式用語で「トマリ」という。これは発祥地の泊村を記念したものである。ボールを一時的に取り除くためのマークを各自持っておく。
コースは延長50m、30m、25m、15mのホールが各2ホール、合計8ホールで構成する。

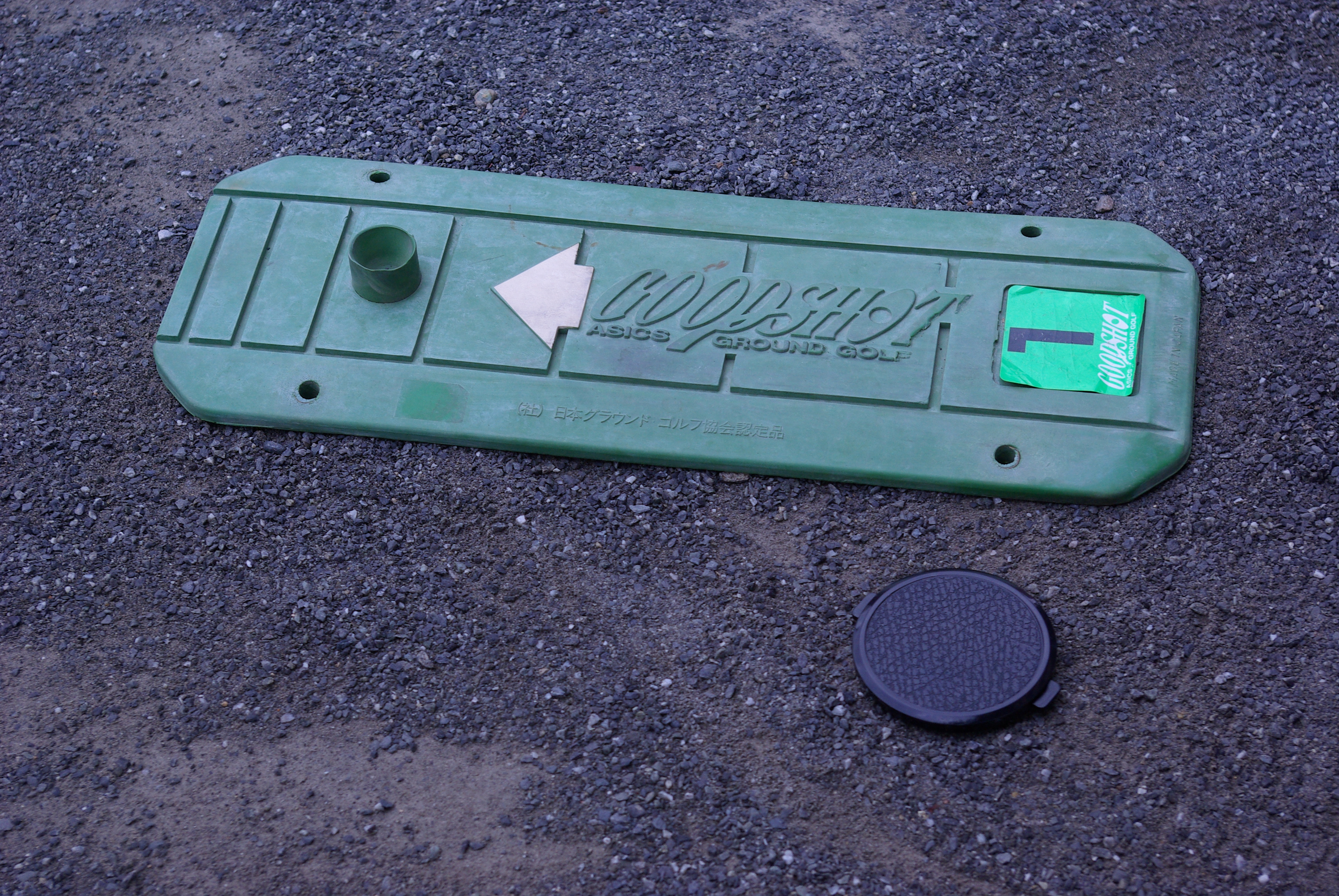
スタートマット。手前は、対比用の52mmフロントキャップ(カメラのレンズキャップ)
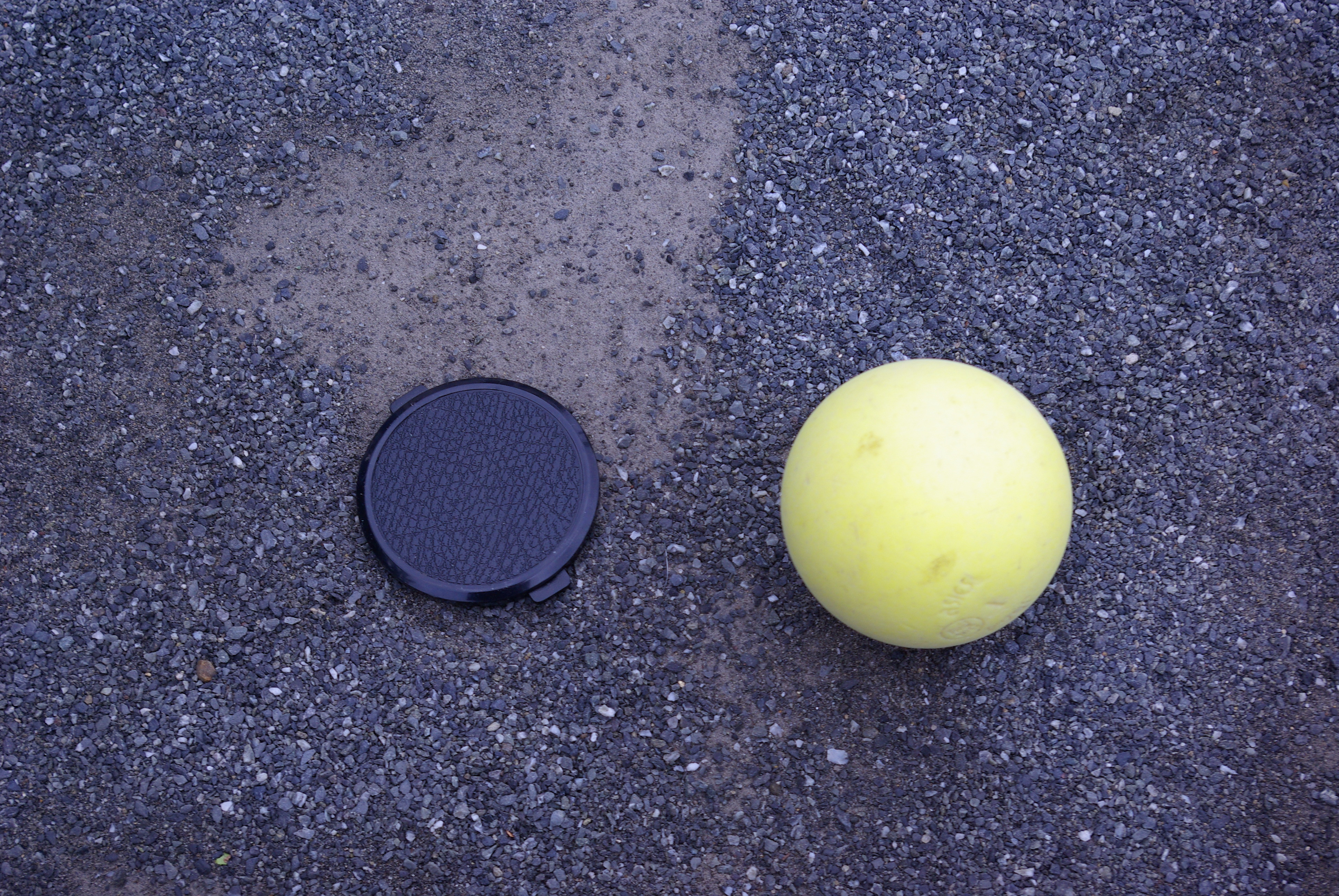
ボールと対比用の52mmフロントキャップ
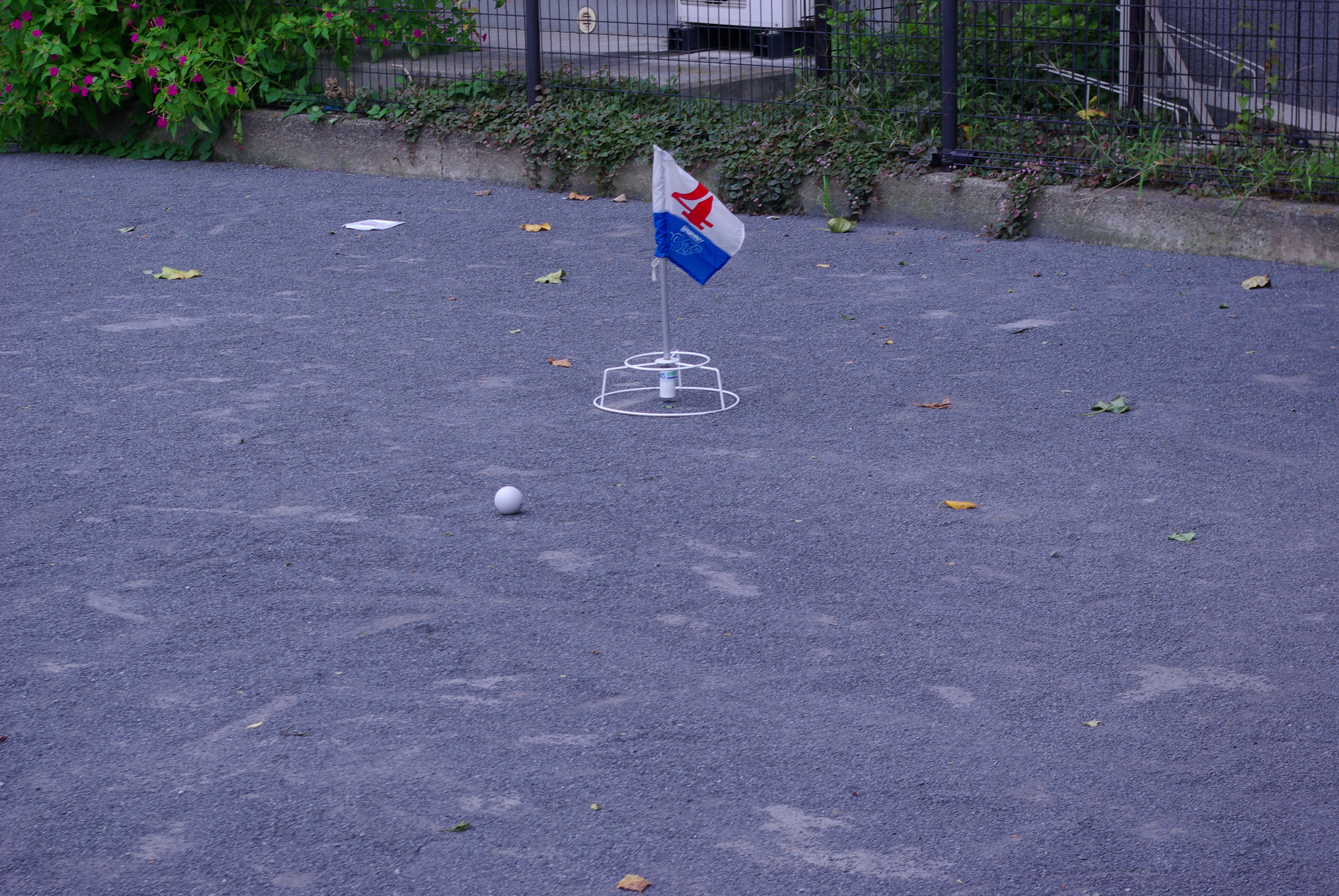
4番ホールポストとボール。
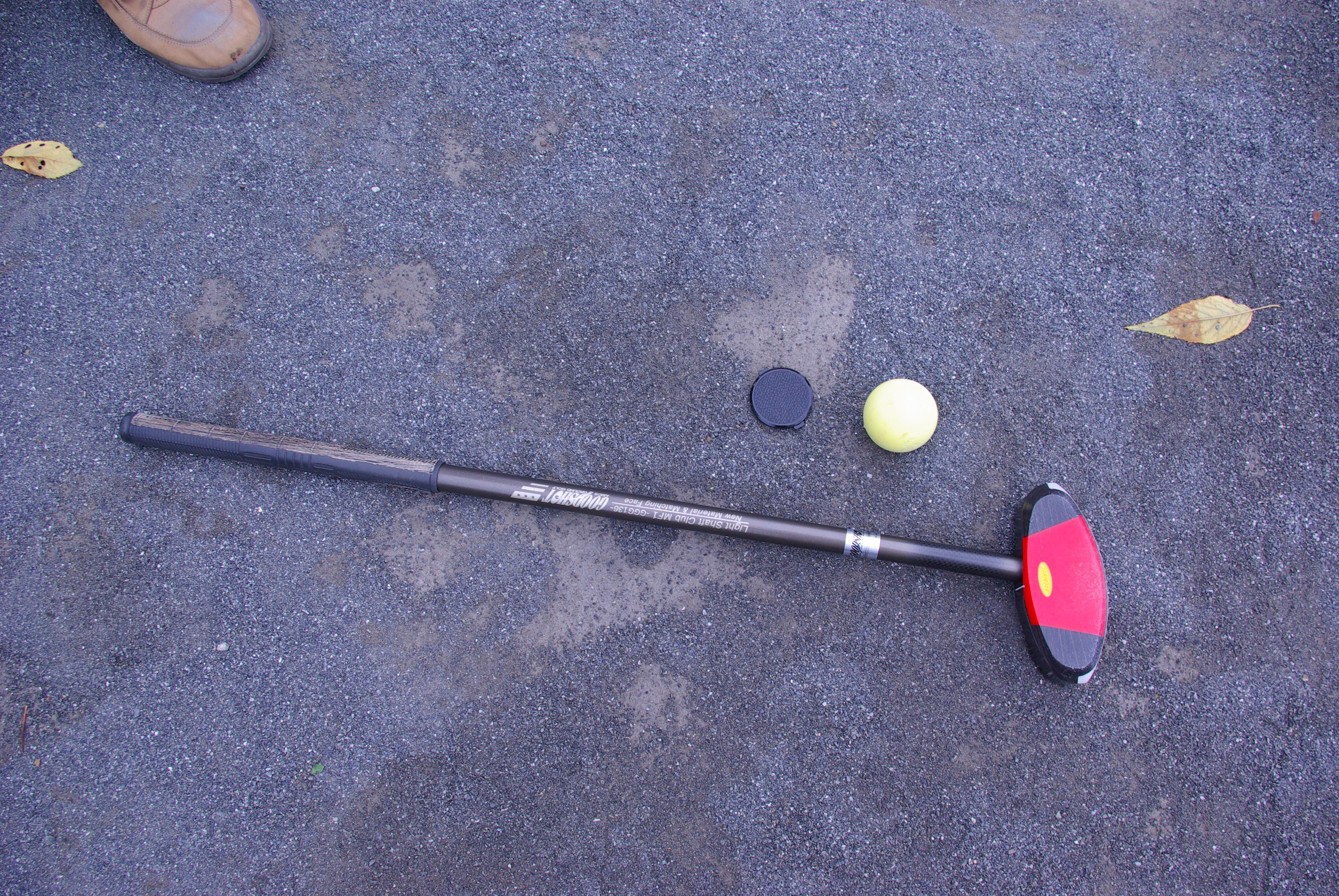
クラブとボール。

## ルール
以下、括弧内の条数は日本グラウンド・ゴルフ協会の『グラウンド・ゴルフのルール』（）による。
スタートマットから打ち始め、ホールポスト内に静止した状態（トマリ）までの打数を数える（1条）。8ホールの合計打数をそのラウンドの打数とする。ただし、1打目トマリ（ホールインワン）があった場合、合計打数から1回につき3打差し引く（14条）。これはゴルフと異なる点である。
打つ時はクラブのヘッドで打つ。ボールを押し出したりかき寄せたりするのは反則で1打付加する。空振りは打数に数えない（9条）。紛失ボールやアウトボール（ゴルフでいうアウト・オブ・バウンズ）は1打付加し、プレー可能な場所にボールを置く（10条）。
もし他のプレーヤーのボールに当たった場合は、そのまま続行するが、当てられたプレーヤーのボールは元の位置に戻す（12条）。プレーヤーは、プレーの妨げになるボールを一時的に取り除くことを要求でき、ボールの持ち主はホールポストに対してボールの後方にマークを置いてボールを取り除く（11条）。